# ヒポクラテスの定理
ヒポクラテスの定理（ヒポクラテスのていり、英語: Hippocrates's theorem）とは、幾何学の定理である。
ヒポクラテスの三日月（lune of Hippocrates）ともいう。数学者キオスのヒポクラテスに因んで名づけられた。数学的に計算された正確な面積を持つ最初の曲線図である。

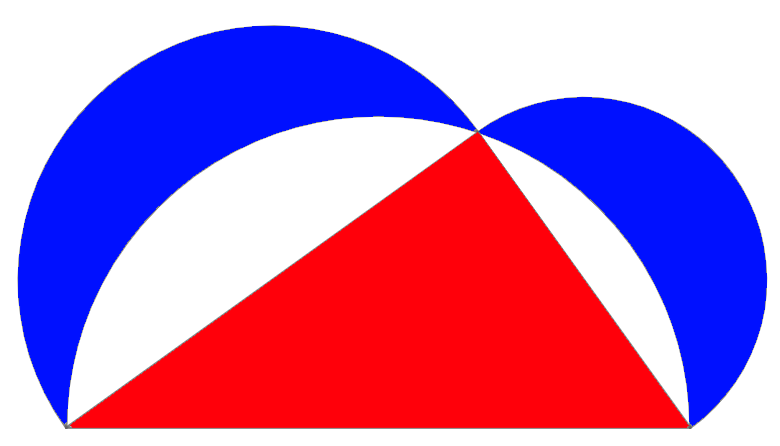
青の面積と赤の面積は等しい。

## 歴史
キオスのヒポクラテスの著作は散佚したが、その要素はエウクレイデスの『原論』のモデルになったと言われる。
現在は、ロドスのエウデモスが著した『幾何学史』（これも現存しない）をもとに書かれた、キリキアのシンプリキオスによる『自然学註解』（アリストテレス『自然学』の註解）がヒポクラテスの定理を伝えている。

## 定理
直角三角形で、斜辺を直径とする半円が内接していて他の2辺を直径とする半円は外接している。
斜辺でない方の2辺の半円と直角三角形の和と斜辺の半円の面積の差は、元の直角三角形の面積と等しい。
つまり図では青と赤の面積が等しい。

## 証明
直角三角形で斜辺を直径とする半円が内接していて他の2辺を直径とする半円は外接している。
タレスの定理より直角三角形の各頂点は斜辺の半円の円周上にある。
円の面積は半径の二乗に比例するので、ピタゴラスの定理より、斜辺の半円と、他の2辺の半円の和の面積は等しい。
斜辺の半円と他の2辺の半円で重なる部分がある。この部分を引くと、三日月型と直角三角形が現れる。
よって、斜辺でない方の2辺の半円と直角三角形の和と斜辺の半円の面積の差は、元の直角三角形の面積と同じだということがわかる。